# Руски и съветски паметници в Софийска област
| Снимка | Описание/дати стар стил | Надпис | Местоположение       | Местоположение |
| ------ | --- | --- | -------------------- | --- |
|        | Паметник на победата на 21 ноември 1877 г. в битката при Арабаконак и на 19 декември 1877 г. в битката при Ташкесен (Саранци) | Въ царствованiе россiйскаго императора АЛЕКСАНДРА II подъ начальствомъ Генералъ-Адiютанта Гурко. 21-го Ноября 1877 года СРАЖЕНIЕ при АРАБЪ-КОНАКѢ – 19-го Декабря СРАЖЕНIЕ при ТАШКИСЕНѢ УЧАСТВОВАЛИ ВЪ БОЮ: ПОЛКИ Л-ГВ: Преображенскiй, Семеновскiй, Измайловскiй, Егерскiй, Московскiй, Гренадерскiй, Павловскiй, Финляндскiй, Литовскiй, Гренадерскiй, Кексгольмскiй и С-Петербургскiй и Л-Гв. Волынскiй, Гвард. Стрѣлк. бригада, Конногренадерскiй, Уланскiй, Драгунскiй и Гусарскiй ЕГО ВЕЛИЧЕСТВА, Сводный казачiй, Уланскiй ЕГО ВЕЛИЧЕСТВА и Гродненскiй гусарскiй. Л.Гв. 1-я и 2-я арт. бригады, 3-я гвард. и гренад. арм. бригады, 2-я, 3, 5 и 6 донскiя батареи и гвард. конно-арт. бригада. Л-Гв. саперный батальонь. АРМЕЙСКIЕ ПОЛКИ: Новоингерманландскiй, Псковскiй, Великолуцкiй, Архангелогородскiй, Вологодскiй, Костромскiй, Галицкiй, Пензенскiй, Тамбовскiй, Козловскiй, Воронежскiй, пехотые: Екатеринославскiй и Астраханскiй драгунскiе, Донскiе казачьи №№ 21, 24, 26, 34 и Кавказская казачья бригада. 5-я и 31 арт. бригады: 2-я, 4 и 6 батареи 3-й арт. бригады, 16-я конно-арт. батарея и Донскiя казачьи батареи конно горная №1 конно.арт. №№8, 15 и 19. | Арабаконак           | Намира се на прохода Арабаконак при едноименния връх 42°46′04″ с. ш. 23°50′58″ и. д. / 42.767778° с. ш. 23.849444° и. д.                                                                                           |
|        | Паметник на лобното място генерал-лейтенант Василий Каталей, убит на 21 декември 1877 г. | ген.-лейтенант КАТАЛЕЙ В. В. 1818 – 21.XII.1877 г. † подарак от Кара Георги и от Стойна Карагерива. 1907 Тук почива телото на руски полковник | Бенковски            | Изграден от Георги и Стойна Карагериванови през 1907 г. Намира се на 1 км югозападно в местността Смоленски път 42°38′34.4″ с. ш. 23°59′59.4″ и. д. / 42.642889° с. ш. 23.999833° и. д.                            |
|        | Братска могила на 28 нисши чина от Санкт Петербургски гренадирски полк, загинали край с. Петрич на 21 декември 1877 г. | БРАТСКА МОГИЛА на подофицери и войници от С. ПЕТЕРБУРГСКИ ГРЕНАДИРСКИ ПОЛК паднали в боя на 21 декември 1877 г. при с. ПЕТРИЧ. | Бенковски            | Намира се на 2 км югозападно вдясно от пътя за с. Петрич в местността Горна Мурта 42°38′10.4″ с. ш. 23°59′46.5″ и. д. / 42.636222° с. ш. 23.99625° и. д.                                                           |
|        | Надгробен паметник на подпоручик Александър Войницкий, командирован в Лейбгвардейски московски полк, убит при Арабаконак на 21 ноември 1877 г. | Л. ГВ. МОСКОВСКАГО ПОЛКА подпоручикъ АЛЕКСАНДРЪ ВОЙНИЦКIЙ палъ за освобожденiе Болгарiи въ дѣлѣ подъ АРАБЪ–КОНАКОМЪ 21 ноября 1877 г. | Ботевград            | Намира се в двора до олтара на църква „Свето Възнесение Господне“ 42°54′17.4″ с. ш. 23°47′32.8″ и. д. / 42.904833° с. ш. 23.792444° и. д.                                                                          |
|        | Братска могила на 2 нисши чина и подпоручик Иля Василиевич Волков (командирован) от Лейбгвардейски волински полк, починал от раните получени в боя при с. Мечка (дн. Оборище) на 25 декември 1877 г. | Прикомандированный къ Л.-Гв. Волынскому полку ПОДПОРУЧИКЪ Илья Васильевичъ ВОЛКОВЪ. родился 17 Юлiю 1857 года, умеръ отъ раны полученой въ дѣлѣ подъ Мечкой 25 Декабря 1877 года Двама руски войни от Л. Гв. Преображенски полк погребани в Орхание 1877/1878 г. | Ботевград            | Намира се в двора до олтара на църква „Свето Възнесение Господне“ 42°54′17.4″ с. ш. 23°47′32.8″ и. д. / 42.904833° с. ш. 23.792444° и. д.                                                                          |
|        | Братска могила на Аристарх Аристархович Ушаков, капитан от Санктпетербургски гренадирски полк, ранен в крака на 19 декември 1877 г. в битката при Ташкесен (Саранци) и починал на 27 януари 1878 г. в Орхание (Ботевград) и 3 редови от Санктпетербургски полк. | Подъ сҧмъ камнемъ покоится тҧло Капитана С. Петербургскаго Гренадерскаго Короля Фридриха Вильгельма III-го полка Аристарха Аристарховича Ушакова умершаго отъ ранъ въ гор. Орханiй. Братская могила С. Петербургскаго Гренадерскаго Короля Фридриха Вильгельма III-го полка. Здҧсь похоронены 3 рядовыхъ которы были убитыхъ подъ Плевно | Ботевград            | Намира се в двора до олтара на църква „Свето Възнесение Господне“ 42°54′17.4″ с. ш. 23°47′32.8″ и. д. / 42.904833° с. ш. 23.792444° и. д.                                                                          |
|        | Паметник на Свободата. Съдържа барелефи на руските генерали Йосиф Гурко, Виктор Дандевил, Николай Веляминов и Николай Елис I, освободили Ботевград на 17 ноември 1877 г. | Радвайте се деца на братска България. Днес вие сте свободни. ген. Гурко На 29 ноември 1877 г. руските воини под командването на ген. Гурко освобождават град Орхание /Ботевград/. С участието на местното население на 28 декември 1877 г. започва Зимния преход през Балкана за освобождението на град София. | Ботевград            | Издигнат е на площад „Саранск“ на 29 ноември 2009 г. Автор е скулпторът Красимир Ангелов. 42°54′24.5″ с. ш. 23°47′33.9″ и. д. / 42.906806° с. ш. 23.79275° и. д.                                                   |
|        | Паметник на 841 нисши чина и 18 офицери от отряда на генерал Дандевил, загинали от студ при преминаването на Балкана при връх Баба | Тук на 28 и 29 XII 1877 год колона руски войски под командата на генерал Дандевил премина Балкана от Етрополе към Буново. В похода взеха участие и 700 души българи ръководени от д-р Цариградски. В снежната буря са загинали за нашата свобода 841 войници и 18 офицери. Поклон! | Буново               | Намира се в местността Хаджийца, западно от връх Баба 42°45′24.7″ с. ш. 23°57′16.5″ и. д. / 42.756861° с. ш. 23.954583° и. д.                                                                                      |
|        | Паметник на руските войски, освободили селото на 29 декември 1877 г. | За спомѣн влизането на рускитѣ войски въ селото ни на 29 XII 1877 г. Въздигнатъ отъ признателните | Буново               | Намира се в западната част на селото през 1912 г. 42°42′57.8″ с. ш. 23°55′39.1″ и. д. / 42.716056° с. ш. 23.927528° и. д.                                                                                          |
|        | Надгробен чугунен кръст с чугунена плоча (унищожен) на 28 нисши чина от Лейбгвардейски московски полк, загинали в битката при Арабаконак на 21 ноември 1877 г. (Заменен с) Паметна плоча в близост до гроба на 28 руски воини от Лейбгвардейски московски полк, загинали при Арабаконашкия проход | Въ память 28 нижнихъ чиновъ Лейбъ Гвардiи Московского полка павшихъ за Освобожденiе Болгарiи въ дѣлѣ подъ Арабъ Конакомъ 21 Ноября 1877 г. Упокой Господи души раб твоих“. В този район – двора на Основно училище Отец Паисий в с. Врачеш са погребани загиналите руски войни при зимния преход на Балкана 25 – 31 XII 1877 г. | Врачеш               | Воините са погребани в района на двора на ОУ „Отец Паисий“ в местността Кривия дол 42°53′34.6″ с. ш. 23°45′00.9″ и. д. / 42.892944° с. ш. 23.75025° и. д.                                                          |
|        | Паметник на загиналите руски воини за освобождението на Долно Камарци на 20 декември 1877 г. | Въ честъ на падналите рус. синове за освобожд. на Долно Камарчене на 20 Д. 1877 г. Отъ признателните Долно-Камарчани 20.12.1910 г. | Долно Камарци        | Намира се северно до селото 42°42′59.7″ с. ш. 23°51′13.2″ и. д. / 42.716583° с. ш. 23.853667° и. д. |
|        | Братска могила на 6 руски воини от Лейбгвардейски преображенски полк, загинали при освобождението на селото на 16 декември 1877 г. | Тука почиват 6 души Руски Войници † на 1877 г. въ Руско-Турската Война с. Елешница. | Елешница             | Изграден през 1879 г. със средства на жителите на селото в южната му част 42°44′30.7″ с. ш. 23°37′31.3″ и. д. / 42.741861° с. ш. 23.625361° и. д.                                                                  |
|        | Братска могила на падналите руски герои за освобождението на Етрополе на 12 ноември 1877 г. (от църквата “Св. Георги") | Въ памятъ на падналитѣ руски герои за освобождението на гр. Етрополе на 12-XI-1877 го отъ църковата Св. В. М. Георги | Етрополе             | Намира се в двора до олтара на църквата „Свети Георги“ 42°49′51.3″ с. ш. 23°59′31.3″ и. д. / 42.830917° с. ш. 23.992028° и. д.                                                                                     |
|        | Братска могила на убитите (от Лейбгвардейски преображенски полк) на 12 ноември 1877 г.: Симеон, Николай, Владимир, Лука, Константин, Иван, Димитри, Дамян, Евстатий, Данаил, Сергей, Прокопий, Михайл, Александър, Георгий, Теодор | Въ памѣтъ на падналитѣ убити руси въ г. Етрополе на 12 ноември 1877 г. УБИТИ: Симеонъ, Николай, Владимиръ, Лука, Константинъ, Иванъ, Димитри, Дамянъ, Евстатий, Данаилъ, Сергей, Прокопий, Михайлъ, Александъръ, Георгий, Теодоръ | Етрополе             | Намира се в двора до входа на църква „Свети Архангел Михаил“ 42°50′05.5″ с. ш. 23°59′45.4″ и. д. / 42.834861° с. ш. 23.995944° и. д.                                                                               |
|        | Братска могила на нисши чинове от Лейбгвардейски преображенски полк, убити при освобождението на Етрополе в тридневния бой на 10, 11 и 12 ноември 1877 г. | Братская могила нижнихъ чиновъ Лейбъ Гвардiи ПРЕОБРАЖЕНСКАГО полка убитыхъ въ 3-хъ дневномъ бою съ турками подъ Этрополемь10-го, 11-го и 12-го Ноября 1877 года | Етрополе             | Намира се на 2 км североизточно в местността Прогон 42°50′28″ с. ш. 24°00′52″ и. д. / 42.841111° с. ш. 24.014444° и. д.                                                                                            |
|        | Братска могила от бойните другари от 3 пехотна дивизия на 25 нисши чина от 11-ти Псковски полк, паднали при Шиндарник на 17 ноември 1877 г. | Братская память боевыхъ товарищей 3 ей пехотной дивизии 25-ти человекъ нижнихъ чиновъ 11-го Псковскаго полка, павшимъ въ дѣлѣ 17-го Ноября 1877 года у Шандарника | Етрополе             | Намира се на 8 км югозападно в местността Кобиля (Ильов камък) 42°49′53.3″ с. ш. 23°55′05.4″ и. д. / 42.831472° с. ш. 23.918167° и. д.                                                                             |
|        | Братска могила от бойните другари от 3-та пехотна дивизия на поручик Николай Щелкан и 44 нисши чина от 12-ти Великолуцки полк, загинали при връх Троеш на 16 ноември 1877 година | Братская память боевыхъ товарищей 3-ей пехотной дивизiи поручику Николаю Щелкану и 44 человекамъ 12-го Великолуцкаго полка, павшимъ въ дѣлѣ 16-го Ноября 1877 года у горы Греатъ | Етрополе             | Намира се на 7 км югозападно в местността Кобиля (Ильов камък) 42°49′05.8″ с. ш. 23°56′14.6″ и. д. / 42.818278° с. ш. 23.937389° и. д.                                                                             |
|        | Паметник на освобождението награда от руските войски на 22 декември 1878 г. | 3 януари 1878 г. НА ОСВОБОДИТЕЛИТЕ ОТ ПРИЗНАТЕЛНА ЗЛАТИЦА | Златица              | Намира се в западната част на града на ул. „Софийско шосе“ 42°42′50.8″ с. ш. 24°08′03.1″ и. д. / 42.714111° с. ш. 24.134194° и. д.                                                                                 |
|        | Паметен кръст и параклис на мястото на посрещането на руските войски в гр. Ихтиман на 26 декември 1877 г. | НА 29.12.1877 г. ТУК ИХТИМАНЦИ ПОСРЕЩНАХА РУСКИТЕ ОСВОБОДИТЕЛИ | Ихтиман              | Намира се в местността Кръста на входа на града от северозапад на ул. „Цар Освободител“ 42°26′51.5″ с. ш. 23°48′38.7″ и. д. / 42.447639° с. ш. 23.81075° и. д.                                                     |
|        | Паметник на руските войски на генерал Отон Раух, освободили селото на 11 ноември 1877 г. | Поклон пред тебе руско войнство, което на 23 ноември 1877 г. ни избави от турското робство | Калугерово           | Построен през 1937 г. по инициатива на учителя Петър Попмарков в местността Могилката в източния край на селото 42°59′22.7″ с. ш. 23°53′54.2″ и. д. / 42.989639° с. ш. 23.898389° и. д.                            |
|        | Паметник на унтер-офицер Аврелиян на мястото на което е убит край Копривщица на 29 декември 1877 г. | За вѣчна слава на падналия тукъ на 29 XII 1877 г. руски унтеръ офицеръ Аврелиянъ за свободата на Копривщица 1939 от призн. гражданство | Копривщица           | Построен през 1939 г. на 6 км южно от града в местността Джафарица отстрани до пътя. Аврелиян е погребан в двора на църквата Свети Николай 42°35′41.9″ с. ш. 24°22′30.7″ и. д. / 42.594972° с. ш. 24.375194° и. д. |
|        | Надгробен паметник и паметна плоча на казака унтер-офицер Аврелиян, убит край Копривщица на 29 декември и погребан на 31 декември 1877 г. | А теперь мы волны, мы же казаки, довольны. Братьям нашим помогли, православный мир спасли. Казашка песен 1878 г. В памет на унтер офицер Аврелиян убит на 29.XII.1877 г. От признателна Копривщица 2008г. | Копривщица           | Намира се в двора до олтара на възрожденски храм Свети Никола 42°38′03.6″ с. ш. 24°21′30″ и. д. / 42.634333° с. ш. 24.358333° и. д.                                                                                |
|        | Паметник на загинали край селото 25 руски воини от 35-ти дивизионен подвижен армейски парк | Тук почиват 25 руски и финландски солдати 1877-1878 г. 4п 10 ч 5 п 15 ч На братята освободители слава и вечна признателност | Лесново              | Намира се на север в гробището 42°38′54.1″ с. ш. 23°38′27.3″ и. д. / 42.648361° с. ш. 23.640917° и. д. |
|        | Братска могила на загинали руски войни в битката при Ташкесен (Саранци) на 19 декември 1877 г. | (На входната врата) 1878 | Макоцево             | Намира се северно в гробищния парк 42°41′51.6″ с. ш. 24°47′55.9″ и. д. / 42.697667° с. ш. 24.798861° и. д. |
|        | Надгробен паметник на щабс-капитан Николай Едуардович Герберт, поручик Вацлав Владиславович Стеткевич от Кексхолмски гренадирски полк, починали от рани на 22 декември 1877 г., получени в боя на 21 декември 1877 г. при с. Долно Камарци | Вацлавъ Владиславовичъ Стеткевичъ Поручикъ Кексгольмскаго Гренадерскаго ИМПЕРАТОРА Австрiйскаго полка. Умеръ отъ ранъ 22 Декабря 1877 г. полученнымъ въ дҧлҧ противъ Турокъ подъ дер. Комарцами 21 Декабря Николай Эдуардовичъ Гербертъ, Штабс Капитанъ Кексгольмскаго Гренадерскаго ИМПЕРАТОРА Австрiйскаго полка. Умеръ отъ ранъ 22 Декабря 1877 г. полученнымъ въ дҧлҧ противъ Туркокъ подъ дер. Комарцами 21 Декабря | Мирково              | Намира се на 1 км източно в гробището 42°41′22.2″ с. ш. 24°00′01.8″ и. д. / 42.6895° с. ш. 24.0005° и. д. |
|        | Братска могила на 8 нисши чина от 124-ти Воронежки полк, загинали от студ под връх Баба на 16 декември 1877 г. | Братская могила 8 нижнимъ чинамъ 124 пѣх. Воронежскаго полка замершимъ на Бабѣ горѣ 16 Дек. 1877 г. | Мирково              | Намира се в двора от северната страна на олтара на църква „Свети Димитър“ 42°41′31.1″ с. ш. 23°59′22.2″ и. д. / 42.691972° с. ш. 23.9895° и. д.                                                                    |
|        | Братска могила на 14 офицери и войници от Лейбгвардейски преображенски полк, загинали край селото | Поклонъ Българио, на гробоветѣ свѣти, съ които си посѣяна наврѣдъ. Почитъ на руски императоръ Александръ II – наши освободителъ; почитъ на руския народъ; почитъ на тукъ падналите ӥ руски войници отъ „Преображенскаго“ полка за освобождението ни от турско робство прѣзъ 1877 година. Въ паметъ на Освободителите на България. Съграденъ отъ жителитѣ на с. Негушево на 1899 г. – октомври 14 денъ. | Негушево             | Намира се до центъра на селото. Построен е през 1899 г. по инициатива на местен комитет. 42°43′34.9″ с. ш. 23°42′21.9″ и. д. / 42.726361° с. ш. 23.706083° и. д.                                                   |
|        | Мемориален комплекс на прапорщици Михаил Викторович Данилевский, Николай Владимирович Велинский, Дмитрий Павлович Назимов и 10 нисши чина: Иван Шчибенко, Василий Куцуруб, Василий Григориев, Петер Грим, Александър Мойсеенко, Александър Жаров, Александър Осински, Феодор Ткач, Осип Цимбалюк, Николай Толстой и още 28 незнайни войни от Лейбгвардейски драгунски полк, загинали на 10 ноември 1877 г. при с. Новачене | На 23.XI.1877 на това паметно място руските войски на Негово Величество цар Александър Втори водят първото сражение за освобождението на Орханийския край от турско робство. Загинали офицери от Лейбгвардейския Драгунски полк Михаил Викторович Данилевски, Николай Владимирович Велински, Дмитрий Павлович Назимов. Загиналите офицери са погребани в двора на църквата Св. Вознесение в град Враца. Загинали драгуни от Лейбгвардейския Драгунски полк: Иван Шчибенко, Василий Куцуруб, Василий Григориев, Петер Грим, Александър Мойсеенко, Александър Жаров, Александър Осински, Феодор Ткач, Осип Цимбалюк, Николай Толстой. И още 28 герои с неизвестни имена, войни от Лейбгвардейския Драгунски полк, загинали в битката при село Новачене. ВЕЧНА СЛАВА НА ГЕРОИТЕ | Новачене             | Открит на 30 ноември 2004 г. в парка северно до селото 42°58′49.2″ с. ш. 23°44′03.4″ и. д. / 42.980333° с. ш. 23.734278° и. д.                                                                                     |
|        | Братска могила на 1 унтерофицер и 8 редови офицера от Санктпетербургски гренадирски полк, загинали на 21 декември 1877 г. при с. Петрич | Братская могила С. Петербургскаго Гранедарскаго Короля Фридриха Вильгельма III-го полка. Здесь похоронены 1 унт.-офицеръ и 8 рядовыхъ которы были убиты 21 Декабря 1877 года подъ дер. Петричево | Петрич               | Намира се в двора на църква „Свети Георги“ 42°35′58″ с. ш. 24°00′44″ и. д. / 42.599444° с. ш. 24.012222° и. д. |
|        | Паметник на загиналите руски воини и български опълченци за освобождението на Пирдоп | Въ паметь на освободителитѣ руси – царъ Александъръ II и опълченците отъ Пирдопъ. | Пирдоп               | Намира се в двора на начално училище „Тодор Влайков“ 42°42′05.2″ с. ш. 24°10′30.5″ и. д. / 42.701444° с. ш. 24.175139° и. д.                                                                                       |
|        | Надгробен паметник на капитан Михаил Александрович Баторский от Лейбгвардейски конно-гренадирски полк, починал от едра шарка на 3 януари 1878 г. (препогребан на 11 февруари 1878 г. в Санкт Петербург) | Лейбъ Гвардiи Конно-Гренадерскаго полка капитанъ МИХАИЛЪ БАТОРСКIЙ | Пирдоп               | Намира се в двора на църквата „Св. Успение Богородично“ 42°41′54.5″ с. ш. 24°10′51.4″ и. д. / 42.698472° с. ш. 24.180944° и. д.                                                                                    |
|        | Братска могила от бойните другари на нисшите чинове от Лейбгвардейски семьоновски полк, загинали в битката при Правец на 10 и 11 ноември 1877 г. | ЛЕЙБЪ-ГВАРДIИ СЕМЕНОВСКIЙ ПОЛКЪ товарищамъ нижнимъ чинамъ полка погибшимъ при пораженiи турокъ подъ Правецомъ 10 и 11 ноября 1877 года. | Правец               | Намира се на 2.2 км на север в местността Бърдо над тунела „Правешки ханове“ 42°55′14.2″ с. ш. 23°54′27.6″ и. д. / 42.920611° с. ш. 23.907667° и. д.                                                               |
|        | Надгробни кръстове на 3 неизвестни руски войници, загинали при Равно поле за освобождението на София | няма | Равно поле           | На 3 март 2005 г. е извършена панихида. Намират се в двора на църква „Света Троица“ 42°40′14.3″ с. ш. 23°31′34.7″ и. д. / 42.670639° с. ш. 23.526306° и. д.                                                        |
|        | Паметен знак за освобождението на Ботевградския край на 10 ноември 1877 г. | В памет на загиналите руски войни от отряда на полк. Лихтански за освобождението на Ботевградския край 22 ноември 1877 г. ВЕЧНА СЛАВА! От признателните поколения 1 декември 2008 г. | Рашково              | Намира се в северно от махала Белчево на хълма Стражица 43°02′18.3″ с. ш. 23°38′59.7″ и. д. / 43.038417° с. ш. 23.649917° и. д.                                                                                    |
|        | Паметник „Кръста“ на мястото на посрещането руските войски на 30 декември 1877 г. | На братята освободители от признателните самоковци | Самоков              | Намира се в северните покрайнини в местността Кръста 42°20′55″ с. ш. 23°33′39.5″ и. д. / 42.348611° с. ш. 23.560972° и. д.                                                                                         |
|        | Братска могила на нисши чинове от Лейбгвардейски волински полк, загинали в битката при Ташкесен (Саранци) на 19 декември 1877 г. | БРАТСКАЯ МОГИЛА нижнихъ чиновъ Лейбъ-Гвардiи ВОЛЫНСКАГО ПОЛКА убитыхъ въ дҧлҧ 19-го Декабря 1877 г. ПОДЪ ТАШКИСЕНОМЪ. | Саранци              | Намира се на 0.8 км югоизточно, на височината в гората в местността Перестре 42°43′16.7″ с. ш. 23°47′01.1″ и. д. / 42.721306° с. ш. 23.783639° и. д.                                                               |
|        | Братска могила на капитан Николай Дмитриев Иванов и 34 нисши чина от Санктпетербургски гренадирски полк, загинали в битката при Ташкесен (Саранци) на 19 декември 1877 г. | | Саранци              | Намира се на 0,3 км югоизточно, на височината в гората в мемориалния парк 42°43′26.2″ с. ш. 23°46′48.8″ и. д. / 42.723944° с. ш. 23.780222° и. д.                                                                  |
|        | Братска могила на 8 нисши чина от Лейбгвардейски преображенски полк, убити в битката при Ташкесен (Саранци) на 19 декември 1877 г. | | Саранци              | Намира се на 0.3 км югоизточно, на височината в гората в мемориалния парк 42°43′26.2″ с. ш. 23°46′48.8″ и. д. / 42.723944° с. ш. 23.780222° и. д.                                                                  |
|        | Братска могила на 39 нисши чина от Кексхолмски гренадирски полк, загинали в битката при Ташкесен (Саранци) на 19 декември 1877 г. | (Върху кръста) Братскаѧ могила пот сем каменем похронен 39 нижних чинов. В памет на загиналите 39 войници от Кексхолмски полк в битката за Ташкесен /Саранци/ на 19. XII. 1877 г. Паметника е построен 2013 г. от запасните с. Чеканчево с дарение на родолюбиви българи. Кръста е изработен от Петко Танов от Саранци 1878 г. | Саранци              | Намира се в ляво от пътя за Макоцево, на 1.8 км югоизточно в местността Костевица 42°42′48″ с. ш. 23°47′30.5″ и. д. / 42.713333° с. ш. 23.791806° и. д.                                                            |
|        | Братска могила на нисши чинове от Лейбгвардейски семьоновски полк, убити в бой с турците на 29 ноември 1877 г. при връх Шиндарник (Звездец) | Братская могила нижнихъ чиновъ Лейбъ-Гвардiи СЕМЕНОВСКАГО полка, убитыхъ въ бою съ турками 29-го Ноября 1877 года на горѣ ШАНДАРНИКА | Стъргел              | Намира се в местността Шиндарник на 1.3 км североизточно от връх Звездец 42°47′30″ с. ш. 23°54′18″ и. д. / 42.791667° с. ш. 23.905° и. д.                                                                          |
|        | Братска могила на нисши чинове от 1-ва лейбгвардейска артилерийска бригада, убити в боевете с турците през месеците ноември и декември 1877 г. при връх Шиндарник (Звездец) | Братская могила нижнихъ чиновъ Лейбъ Гвардiи 1-Й АРТИЛЛЕРIЙСКОЙ бригады убитыхъ въ бояхъ съ турками въ Ноябрь и Декабрь мѣсяцахъ 1877 года на горѣ ШАНДАРНИКА | Стъргел              | Намира се в местността Шиндарник на 1.3 км североизточно от връх Звездец 42°47′30″ с. ш. 23°54′18″ и. д. / 42.791667° с. ш. 23.905° и. д.                                                                          |
|        | Братска могила на 4 нисши чина от Лейбгвардейски измайловски полк, убити на 17 ноември 1877 г. при връх Шиндарник (Звездец) | Памятник братская могила 4 нижних чинов Лейбъ Гвардiи Измайловскаго полка убитых 17 ноября 1877 года на горѣ Шандарник | Стъргел              | Намира се на 1.2 км югозападно от връх Големия Елак в местността Въртежката 42°48′11.1″ с. ш. 23°52′47.5″ и. д. / 42.803083° с. ш. 23.879861° и. д.                                                                |
|        | Паметник на руския воин Никифор, загинал на това място на 26 ноември 1877 г. | тук загина СОЛДАТ НИКИФОР 26. XI. 1877 г. | Църквище             | Намира се в северните покрайнини до пътя за Етрополе 42°43′32.4″ с. ш. 24°06′25.6″ и. д. / 42.725667° с. ш. 24.107111° и. д.                                                                                       |
|        | Братска могила на 52 нисши чина от Лейбгвардейски Волински полк, убити в битката при Ташкесен (с.Саранци) на 19 декември 1877 г. | Братская могила 52-ух русских войнов, нисшие чины Волынского полка погибших в битве за Ташкесен /с. Саранцы/. Полкът е в състава на бригадата, командвана от ген. Корлов заедно с Костромския и Санктпетербургски полкове. | Чеканчево            | Намира се в центъра на селото в местността Огорелина 42°42′15.2″ с. ш. 23°46′18.9″ и. д. / 42.704222° с. ш. 23.771917° и. д.                                                                                       |
|        | Паметник на подпоручик Н. П. Ларионов, командирован в Лейбгвардейски Волински полк, убит в битката при Ташкесен (Саранци) на 19 декември 1877 г. | | Чеканчево            | Погребан е в гробището . Днес паметникът е в центъра на селото в местността Огорелина 42°42′08″ с. ш. 23°46′59″ и. д. / 42.702222° с. ш. 23.783056° и. д.                                                          |
|        | Паметник на мястото на лагера на руските освободителни войски, преминали през зимата на 1877 г. Стара планина | На това място през 1877 г. са лагерували първите руски войски освободили този край. Вечна слава на братята ОСВОБОДИТЕЛИ 1877 – 1977 г. от колектива на ДП металург. ремонти и жителите на с.Челопеч | Челопеч              | Изграден през 1977 г. в Златишки проход, в близост до хижа Кашана 42°45′02.5″ с. ш. 24°04′32.7″ и. д. / 42.750694° с. ш. 24.07575° и. д.                                                                           |
|        | Паметник на мястото на щаба на ген. Николай Брок, командир на част от руските войски преминали Златишкия проход | Тук от 28 XI до 22 XII 1877 г. е бил щабът на ген. Брок командуващ руските войски действуващи в района прохода | Челопеч              | Изграден през 1977 г. на височината в м. Севля сърт (Кипарисово бърдо) 42°44′24.8″ с. ш. 24°04′16.4″ и. д. / 42.740222° с. ш. 24.071222° и. д.                                                                     |
|        | Паметна плоча на боевете край с. Челопеч през Руско-турската война 1877 – 1878 г. и на измръзналите 1039 руски воини | В освободителната война 1877/78 г. в Челопеч и околността се водиха жестоки боеве. Премръзнаха 1039 руски войни. Селото бе запалено. Даде 35 жертви. | Челопеч              | Поставена е в центъра на стена на сграда 42°41′54.3″ с. ш. 24°05′10.5″ и. д. / 42.698417° с. ш. 24.08625° и. д. |
|        | Надгробен паметник на капитан Василий Владимирович Краснокутски от 123-ти Козловски полк, убит в боя при селата Ново село и Чамурлии (Шишманово) на 28 декември 1877 г. | Могила капитана 123 пҧх: Козловскаго полка Василiя Владимiровича Краснокутскаго убитаго въ бою У Новосела 28 декаб: 1877 г. и с. Чамурлия | Шишмановски манастир | Намира се до църквата „Успение Богородично“ 42°26′02.1″ с. ш. 23°38′00.3″ и. д. / 42.433917° с. ш. 23.633417° и. д.                                                                                                |
|        | Братска могила на капитан Василий Владимирович Краснокутски и 25 нисши чина от 123-ти Козловски полк, убити в боя при селата Ново село и Чамурлии (Шишманово) на 28 декември 1877 г. | Братская могила капитана 123-го Козловскаго полка Василия Владимировича Краснокутскаго и 25 нижнихъ чиновъ Убитыхъ въ деле у д. Новосело 28 декабря 1877 | Щъркелово гнегдо     | Първоначално се е намирал в бившето с. Шишманово (залято от водите на яз.Искър), а днес е изместен до пътя край брега на язовира при вилно селище Щъркелово гнездо                                                 |